# Santa Cecília do Sul
Santa Cecília do Sul là một đô thị thuộc bang Rio Grande do Sul, Brasil. Đô thị này có diện tích 195,545 km², dân số năm 2007 là 1716 người, mật độ 8,78 người/km².